# Luiz Carlos Ferreira
Luiz Carlos Ferreira, conegut per Luizinho (Nova Lima, Minas Gerais, Brasil 22 d'octubre de 1958) és un exfutbolista que jugava com a defensa.
Fou internacional amb la selecció del Brasil, disputant el Mundial de 1982.